# Nakajima E4N
Le Nakajima E4N était un hydravion de reconnaissance de la Marine impériale japonaise construit dans les années 1930. 

## Développement
Lorsqu'en 1930, Nakajima présente son prototype d'hydravion de reconnaissance Type 90-2 (E4N1) à la Marine pour répondre à l'appel d'offres lancé par cette dernière, l'hydravion de l'avionneur est rejeté car il ne remplit pas les critères de performances exigés par la Marine.
Nakajima revoit donc entièrement la conception de son E4N1. L'appareil, un biplan biplace monomoteur se voit déséquipé de ses deux flotteurs, il reçoit en lieu et place un flotteur unique et deux ballonnets sous les plans inférieurs d'ailes.
Nakajima représente de nouveau à la Marine son appareil qu'il désigne Type 90-2-2 (E4N2). Il entre en service en 1931.
Après une nouvelle évaluation face à ses concurrents, l'Aichi E3A et le Kawanishi Type 90-3 (en), Nakajima emporte le marché avec une commande qui sera d'un total de cent cinquante trois unités toutes versions confondues.
Une version terrestre du Type 90-2-2 a été développée, nommé E4N2-C, composé d'un train d'atterrissage arrière.

## Service opérationnel
La Marine japonaise mettra en œuvre ces hydravions depuis ces grosses unités de surface que sont ses flottes de croiseurs et de cuirassés, tirés par des catapultes.
En 1933, neuf E4N2-C ont été convertis en avion postal P1. Cette version monoplace de transport de courrier opérait entre les îles japonaises.

## Variantes
E4N1
Hydravion de reconnaissance Type 90-2-1 - Nakajima NZ, prototype avec flotteur double. 2 exemplaires construit.
E4N2
Hydravion de reconnaissance Type 90-2-2 - Nakajima NJ, version de série avec flotteur unique et deux ballonnets sous voilure. 85 exemplaires construit.
E4N2-C
Avion de reconnaissance & transporteur Type 90-2-3 - Nakajima NJ, version équipée d'un train d'atterrissage en lieu et place des flotteurs. 67 exemplaires construit.
E4N3
Hydravion de reconnaissance Type 90-2-3 Nakajima NJ
Nakajima P-1 Version monoplace de transport de courrier du E4N2-C. 9 appareils transformés.
Nakajima Giyu-11L'un des deux prototypes E4N1 converti avec cabine est utilisé par Tokyo Koku Yuso Kaisha entre l'aéroport de Haneda, Shimizu et Shimoda.

## Caractéristiques (Type 90-2-2)

### Caractéristiques générales
- Équipage: 2
- Longueur: 8,87 m
- Envergure: 10,98 m
- Hauteur: 3,97 m
- Surface de l'aile: 29,7 m2
- Poids à vide: 1 252 kg
- Masse maximale au décollage: 1 800 kg
- Motorisation: 1 moteur en étoile Nakajima Kotobuki (en) 2 à neuf cylindres de 580 ch

### Performance
- Vitesse maximale: 232 km/h
- Vitesse de croisière: 148 km/h
- Distance franchissable: 1 019 km
- Plafond pratique: 5 740 m
- Charge alaire: 60,7 kg / m²
- Rapport puissance / poids: 0,24 kW/kg

### Armement
- 1 mitrailleuse de 7,7 mm en tir vers l'avant
- 1 mitrailleuse de 7,7 mm sur affût mobile au poste arrière
- 2 bombes de 30 kg

### Développement connexe
- Vought O2U Corsair

### Liste associée
- Liste d'avions militaires de la Seconde Guerre mondiale